# Natalia Valeeva
Natalia Valeeva (ur. 15 listopada 1969 w Tîrnauca) – włoska łuczniczka pochodzenia mołdawskiego, dwukrotna brązowa medalistka olimpijska i trzykrotna mistrzyni świata. Startuje w konkurencji łuków klasycznych.
Sześciokrotnie uczestniczyła w igrzyskach olimpijskich, zdobywając podczas pierwszego olimpijskiego startu dwa brązowe medale (indywidualnie i drużynowo), reprezentując w 1992 roku Wspólnotę Niepodległych Państw (wcześniej była reprezentantką ZSRR). Podczas następnych igrzysk w Atlancie reprezentowała swoją ojczyznę, Mołdawię, zajmując 12. miejsce indywidualnie. Od 1997 roku, aż po chwilę obecną jest reprezentantką Włoch. 
Wielokrotnie startowała w mistrzostwach świata, zdobywając dwa złote medale indywidualnie (1995, 2007) i jeden wraz z drużyną (2011). Pięciokrotnie zdobywała mistrzostwo świata w hali (1991, 1995, 1999, 2001, 2012).